# 1er août 1952
Le vendredi 1er août 1952 est le 214e jour de l'année 1952.

## Naissances
- Bob Hiltermann, acteur allemand
- Bruna Lombardi, actrice brésilienne
- Françoise Mutel, chef cuisinier français
- Greg Gross, joueur américain de baseball
- Ignatius Chombo, homme politique zimbabwéen
- Jacques Duvall, chanteur et parolier belge
- Jean-Claude Girot, champion et haut-gradé, français, de Kendo
- José María Sánchez Carrión, linguiste et académicien espagnol
- Kazuo Nagano (mort le 18 juin 1985), homme d'affaires japonais
- Laurent Joubert, artiste contemporain français
- Motoyuki Shitanda, compositeur japonais
- Petro Symonenko, homme politique ukrainien
- Wan Gang, personnalité politique de la république populaire de Chine
- Zoran Đinđić (mort le 12 mars 2003), homme politique serbe

## Décès
- Allen West (né le 2 août 1872), joueur de tennis américain
- Jean Lachaud (né le 27 décembre 1889), peintre, graveur et céramiste français

## Événements
- Création de la 11e Escadre de chasse
- Création du commandement des forces des États-Unis en Europe